# Mont Blanc
Mont Blanc (wł. Monte Bianco, Biała Góra), 4805,59 m n.p.m. – najwyższy szczyt Alp, położony w Masywie Mont Blanc w Alpach Graickich w Alpach Zachodnich.
Potocznie nazywany często Dachem Europy, choć to, czy jest najwyższym szczytem tego kontynentu, pozostaje przedmiotem sporów wynikających z różnych definicji granic Europy. Przebieg granicy w rejonie głównego wierzchołka jest kwestią francusko-włoskich sporów. Na mocy Traktatu Turyńskiego z 24 marca 1860 dotyczącego wyznaczenia granicy pomiędzy Francją a Królestwem Sardynii (które w 1861 stało się Królestwem Włoch) granica przebiega wzdłuż grzbietu masywu Mont Blanc. Według niektórych map i publikacji (głównie francuskich) główny wierzchołek znajduje się na terytorium Francji przy granicy z Włochami w regionie Haute-Savoie i w granicach administracyjnych miasta Saint-Gervais-les-Bains, a granica francusko-włoska przebiega przez pobliski, boczny wierzchołek masywu – Mont Blanc de Courmayeur (4748 m n.p.m.). Według map i publikacji włoskich granica przebiega przez główny wierzchołek. Podobnego zdania są autorzy francuskiego opracowania z 2013 roku pt.: „A qui appartient le Mont-Blanc?” – prof. Paul Guichonnet i Christian Mollier.
Mont Blanc należy do Korony Europy.

## Położenie
17 km na północny wschód od szczytu znajduje się trójstyk granic Francji, Włoch i Szwajcarii, natomiast 60 km na północ od szczytu znajduje się Jezioro Genewskie. Najbardziej znane miejscowości położone u podnóży góry to francuskie Chamonix-Mont-Blanc, Les Houches i Saint-Gervais-les-Bains, a także włoskie Courmayeur.

Mont Blanc 3D

## Budowa i wysokość
Mont Blanc zbudowany jest głównie ze skał krystalicznych. Tworzy rozbudowany masyw, rozcięty licznymi dolinami glacjalnymi (17 lodowców o łącznej powierzchni 200 km²). Jest młodym, stale rosnącym masywem górskim (przyrost roczny wysokości wynosi ok. 2-3 mm). Wysokość góry zmienia się też o kilka metrów ze względu na grubość czapy lodowej pokrywającej szczyt. Wierzchołek skały znajduje się na wysokości 4792 m n.p.m. W roku 1863 zmierzono wysokość 4807 i od tego czasu do końca XX wieku na mapach podawana była wartość 4807 m n.p.m. Od początku XXI wieku wysokość szczytu postanowiono mierzyć co dwa lata. Wynik pomiaru z roku 2001 wyniósł 4810,40 m n.p.m.; pomiar we wrześniu 2003 dał wynik 4808,45 m n.p.m. W roku 2005 wyniósł 4808,75 m n.p.m. Pomiary z 2007 roku wykazały, iż mimo ocieplenia klimatu góra „urosła” prawie 3 metry, gdyż ocieplenie to spowodowało zwiększone opady śniegu nad masywem i tym samym zwiększenie czapy lodowej na wierzchołku, co dało górze wysokość 4810,90 m. Pomiary z września 2009 roku wykazały wysokość 4810,45 m n.p.m. We wrześniu 2011 zmierzono 4810,44 m. W roku 2013 pomiary wykazały wysokość 4810,02 m n.p.m. 7 września 2015 zmierzono wysokość 4808,73 m n.p.m. We wrześniu 2017 wysokość wyniosła 4808,72, we wrześniu 2021 – 4807,81 m n.p.m., we wrześniu 2023 – 4805,59 m n.p.m.
Jeśli chodzi o wysokość względną, południowe stoki góry wznoszą się aż 3500 metrów ponad włoską doliną Val Veny. Jest to jedna z największych deniwelacji górskich w Europie. Z kolei najpoważniejszą ścianą góry jest jej ściana wschodnia, o wysokości 1500 metrów.

## Historia zdobywania Mont Blanc
Inicjatorem podjęcia prób zdobycia szczytu był szwajcarski przyrodnik z Genewy, Horacy-Benedykt de Saussure, który w 1760 r. odwiedził po raz pierwszy Chamonix i widział z bliska Mont Blanc. Zaintrygowany potęgą niezdobytej nigdy góry i przekonany o wadze odwiedzenia jej wierzchołka dla poznania budowy geologicznej Alp, ustalił nagrodę pieniężną dla tego, kto odnajdzie drogę na jej szczyt. W 1785 r. sam, wraz z M.Th. Bourritem, podejmował zresztą nieudane próby zdobycia szczytu drogą przez Aiguille du Goûter.
Mont Blanc został zdobyty po raz pierwszy 8 sierpnia 1786 r. o godzinie 18.23 przez miejscowego poszukiwacza kryształów z doliny Chamonix, Jacques’a Balmata i doktora Michela Paccarda. Prawie dokładnie rok później szczyt zdobył de Saussure w towarzystwie swego służącego i 18 miejscowych przewodników.

## Kobiety na Mont Blanc
Pierwsza kobieta stanęła na wierzchołku Mont Blanc 14 lipca 1808 r. Była to Marie Paradis – wówczas trzydziestoletnia mieszkanka Chamonix. Wejście to było jednak ponad jej siły, została niemal siłą wciągnięta przez towarzyszy. Pierwszą kobietą, która zdobyła Mont Blanc o własnych siłach, była Henriette d’Angeville. Było to 30 lat później, 4 września 1838 r. Obie pionierki kobiecego alpinizmu były ze względów obyczajowych ubrane niestosownie do wspinaczki – w spódnice i spodnie (strój Henriette d’Angeville ważył niemal 10 kg). Również ekwipunek i prowiant ówczesnych wypraw mocno odbiegał od tego, co można obecnie uznać za wyposażenie alpinistów – wyprawa z 1838 r. niosła ze sobą między innymi beczkę białego wina i 18 butelek wina czerwonego.

## Polacy na Mont Blanc
Pierwszego polskiego wejścia na Mont Blanc (a dwunastego w ogóle) dokonał Antoni Malczewski z jedenastoma przewodnikami 4 sierpnia 1818. Jeśli nie liczyć miejscowych przewodników i tragarzy, był on ósmym turystą na szczycie tej góry.
Drugie polskie wejście należy do Karola Hoppena z sześcioma przewodnikami i dużą grupą tragarzy. Miało ono miejsce w 1838 r., a Hoppen był 27.-29. turystą na tym szczycie. Prawdopodobnie Hoppen wchodził na szczyt wraz ze wspomnianą Henriette d’Angeville.
Juliusz Słowacki uwiecznił tę górę w Kordianie jako dach świata, miejsce najwyższe kosmicznie – „posąg świata”. Na szczycie postawił Kordiana – swego Polaka-Człowieka idealnego. Pod koniec drugiego aktu Kordian wygłasza na Mont Blanc monolog w nawiązaniu lub odpowiedzi do Wielkiej improwizacji z III części Dziadów (1832) Adama Mickiewicza.

## Inne informacje o Mont Blanc
W 1965 r. pod masywem Mont Blanc wybudowano tunel, który łączy Francję z Włochami.
Na znajdującą się w masywie Mont Blanc Aiguille du Midi (3842 m n.p.m.) wjeżdża kolejka linowa.
Na wysokości 4347 m znajduje się obserwatorium meteorologiczne i astronomiczne.

## Galeria

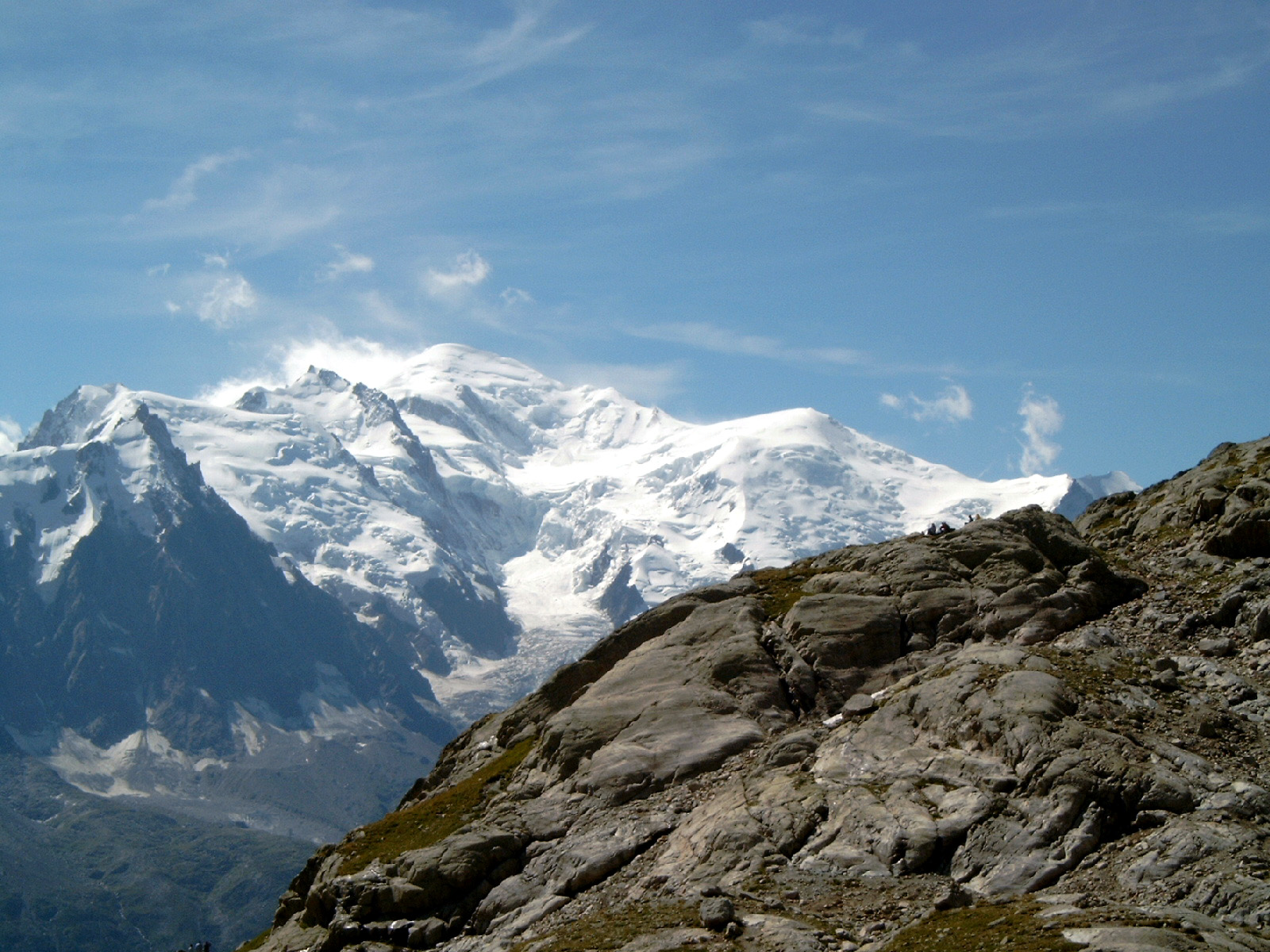
Mont Blanc, Dôme du Goûter i Aiguille du Goûter widziane od strony północnej
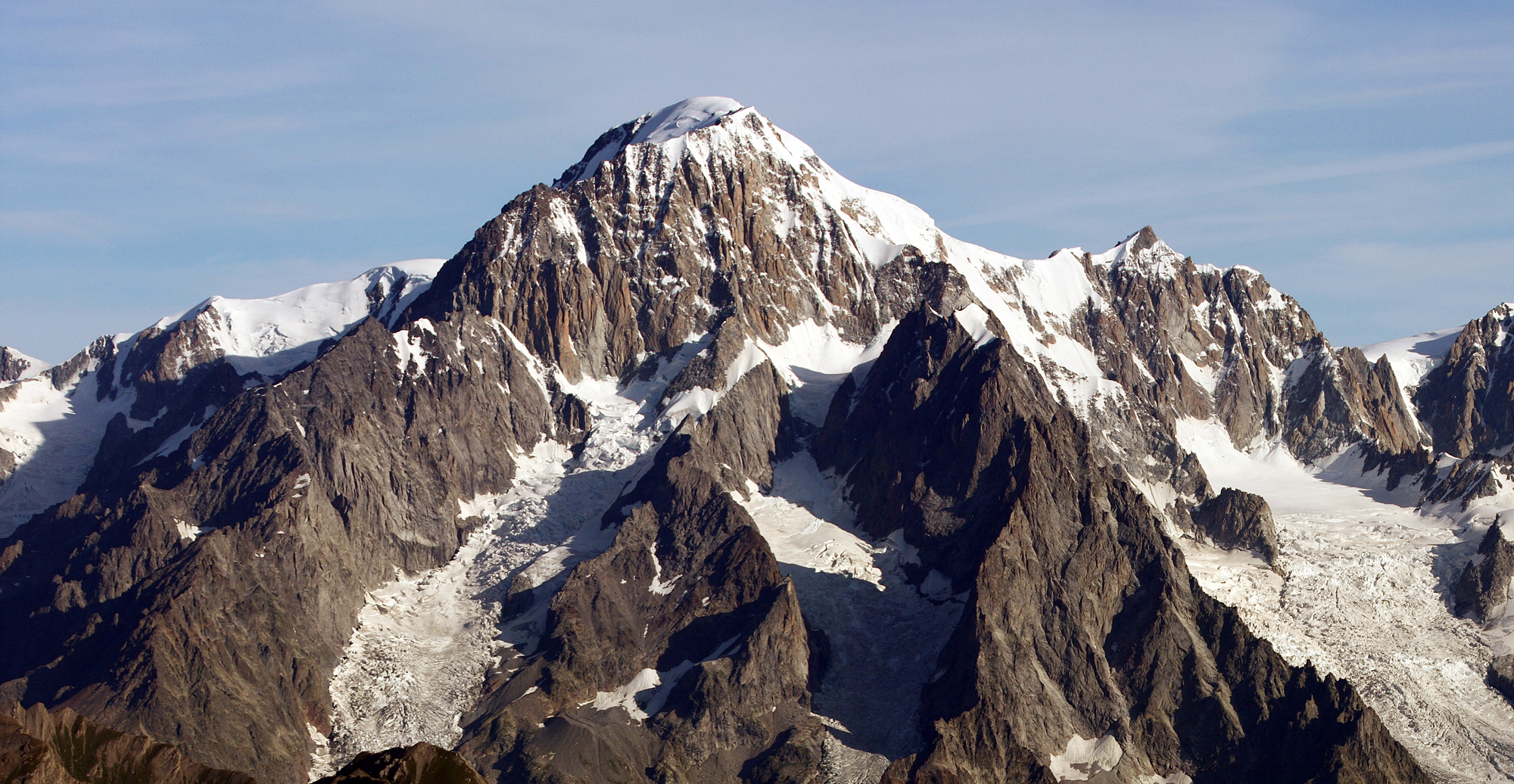
Mont Blanc od strony południowej
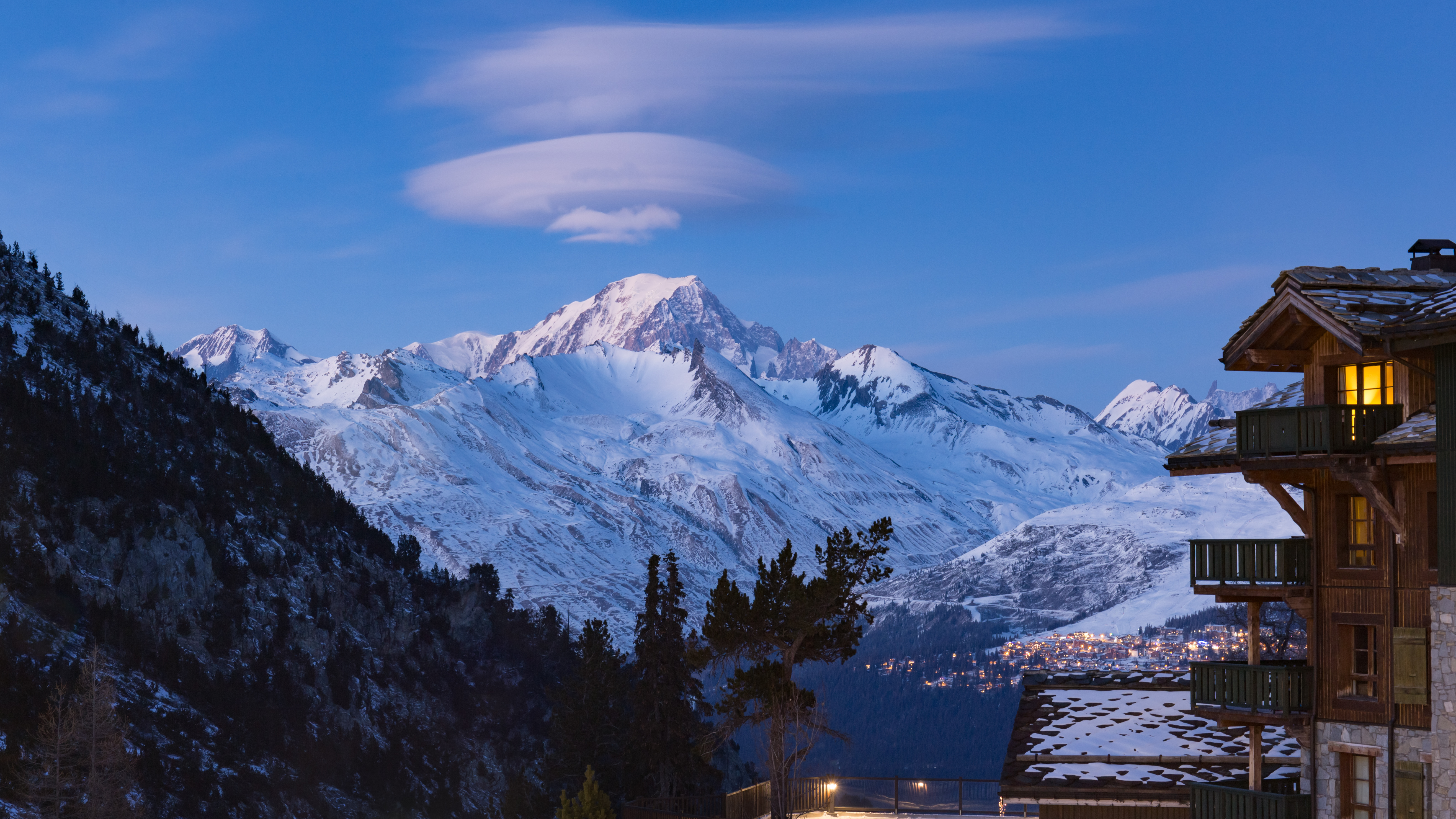
Mont Blanc widziany z południa, z Les Arcs
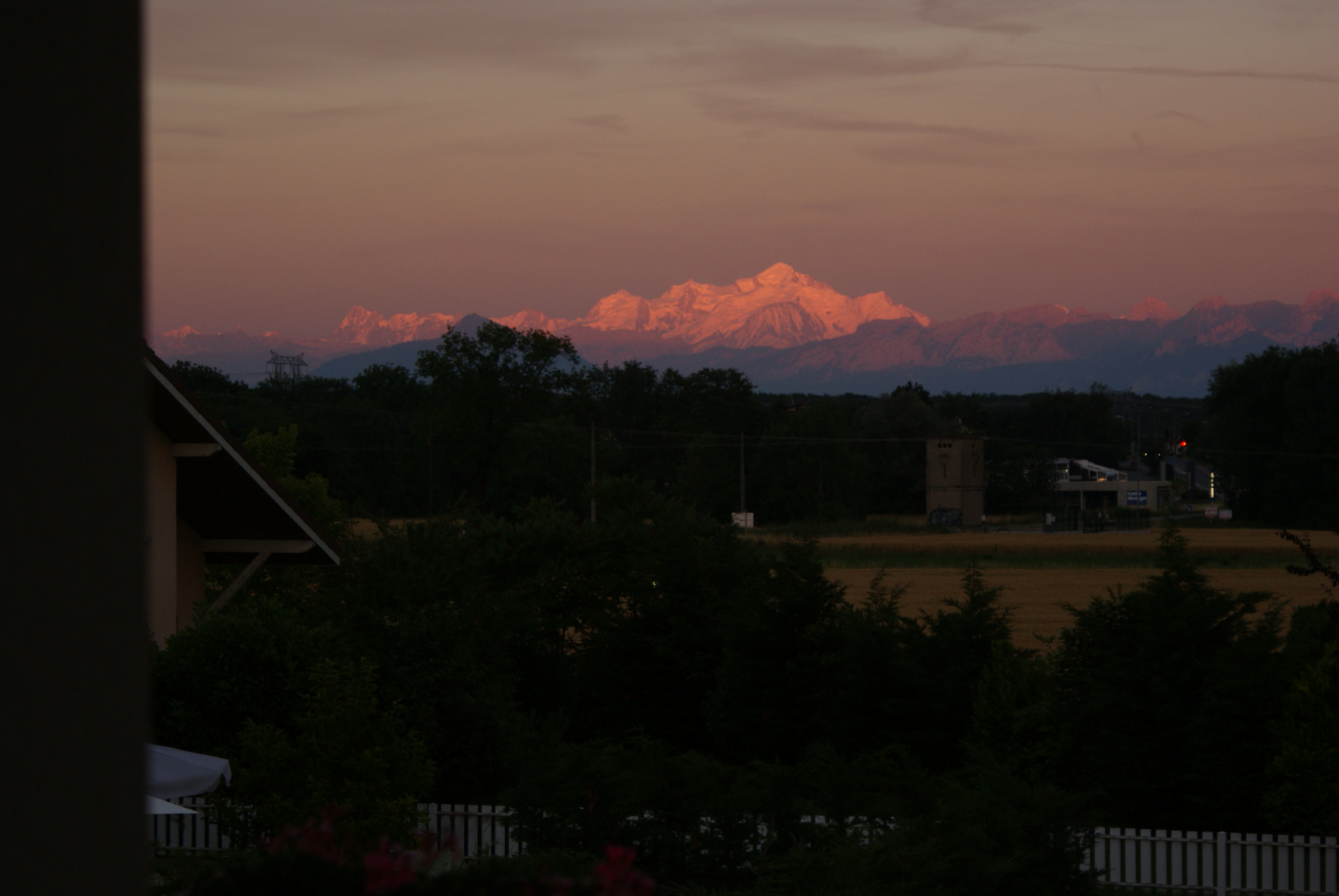
Mont Blanc
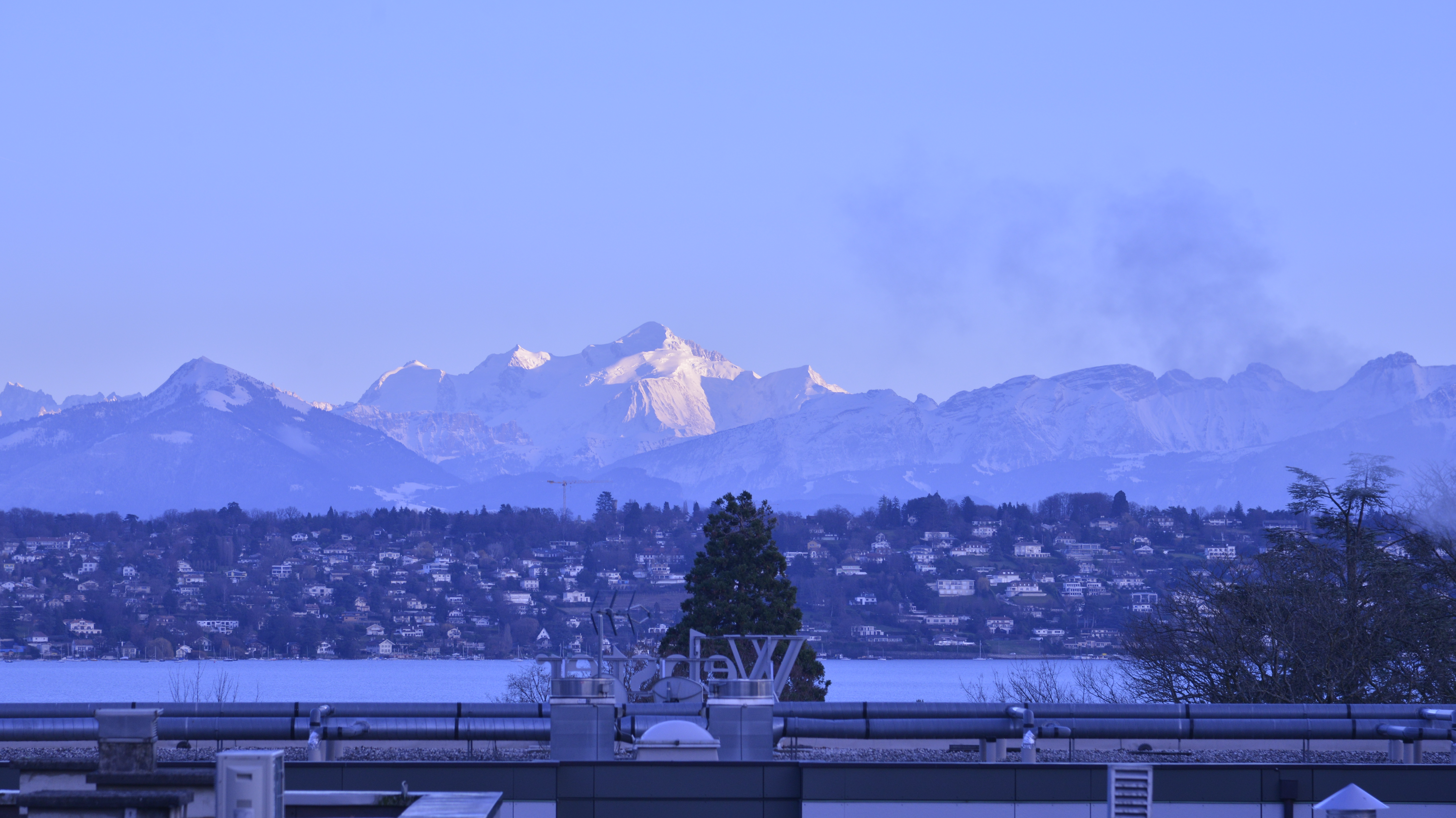
Mont Blanc
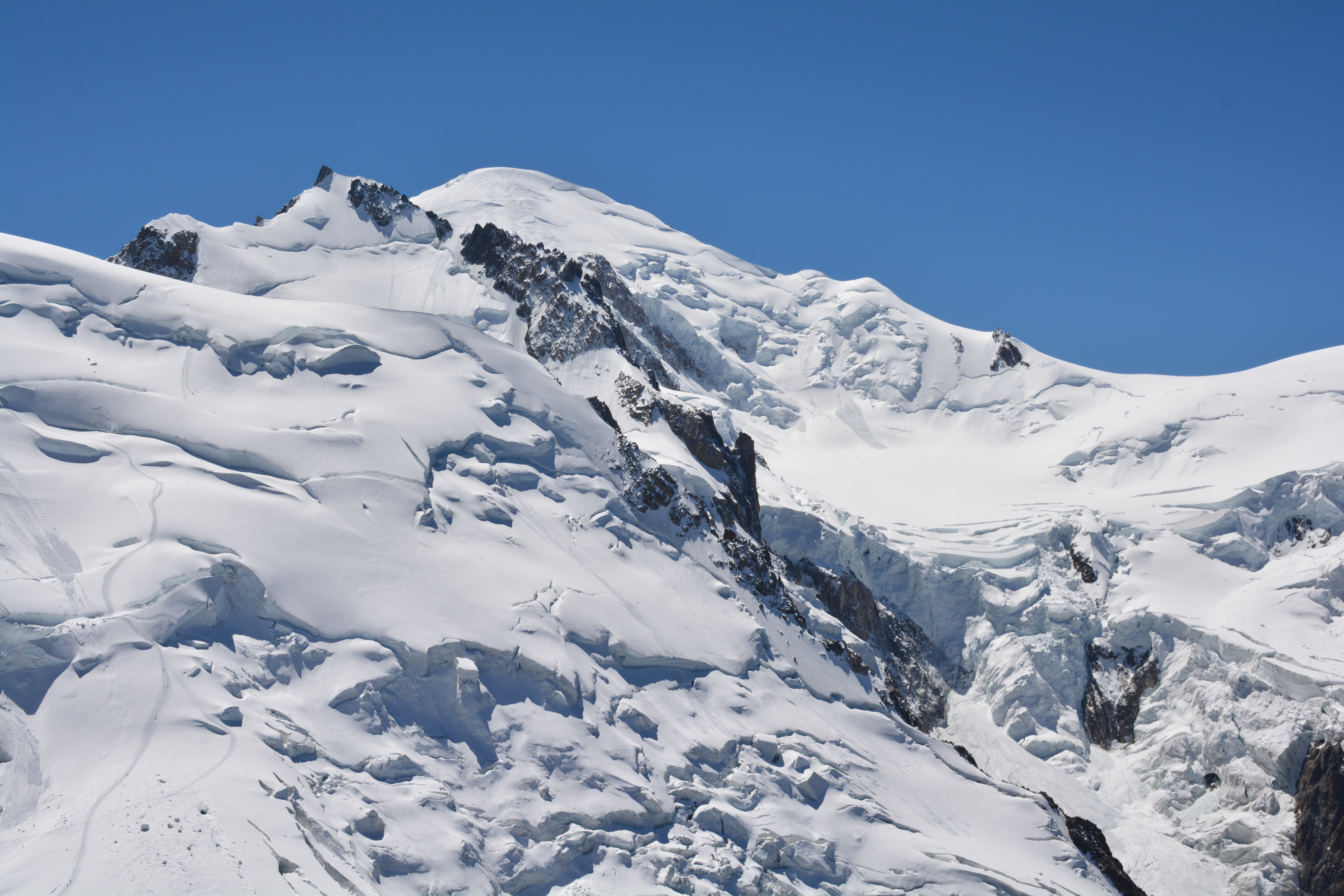
Mont Blanc z Aiguille du Midi
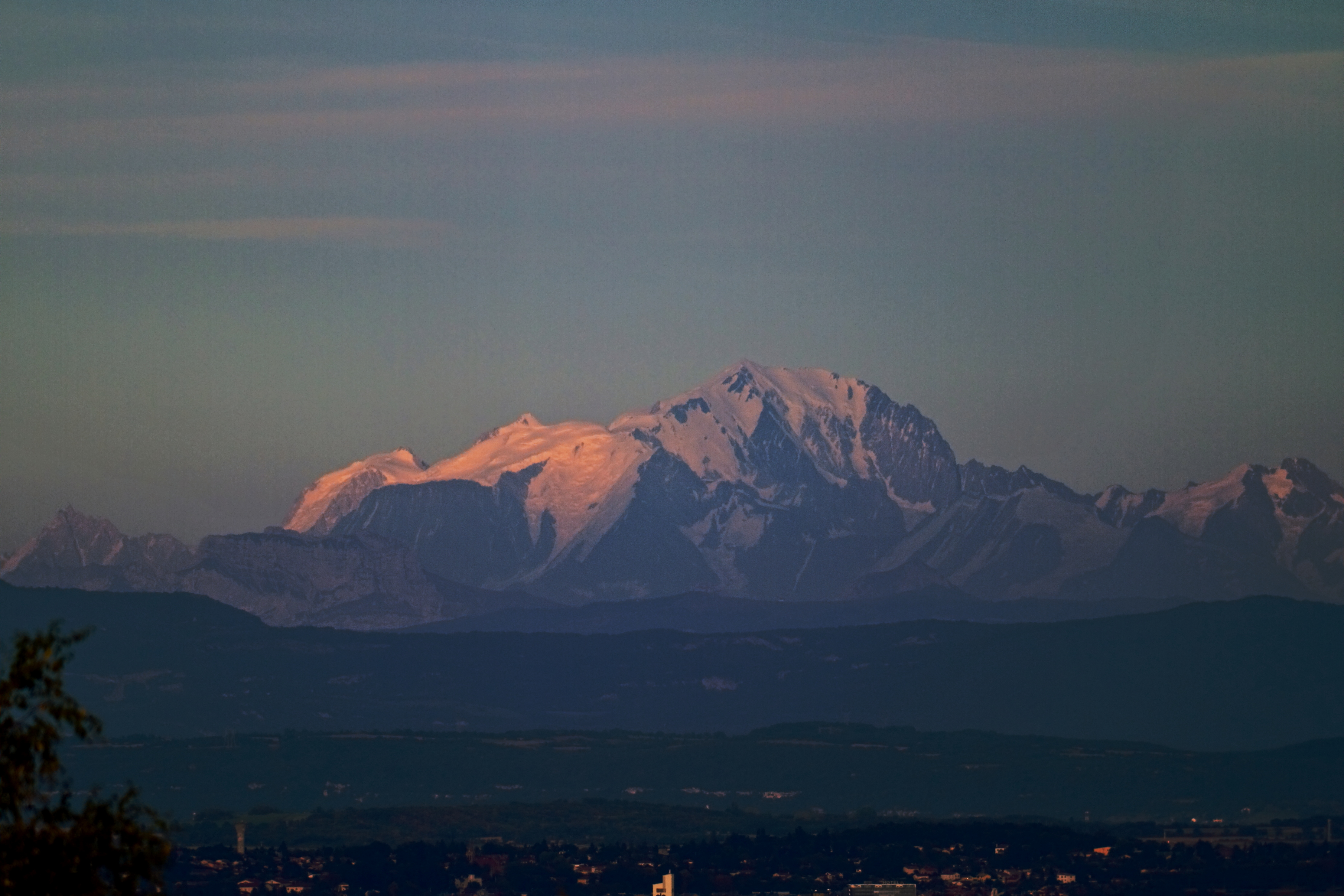
Mont Blanc z zachodu, z Lyonu
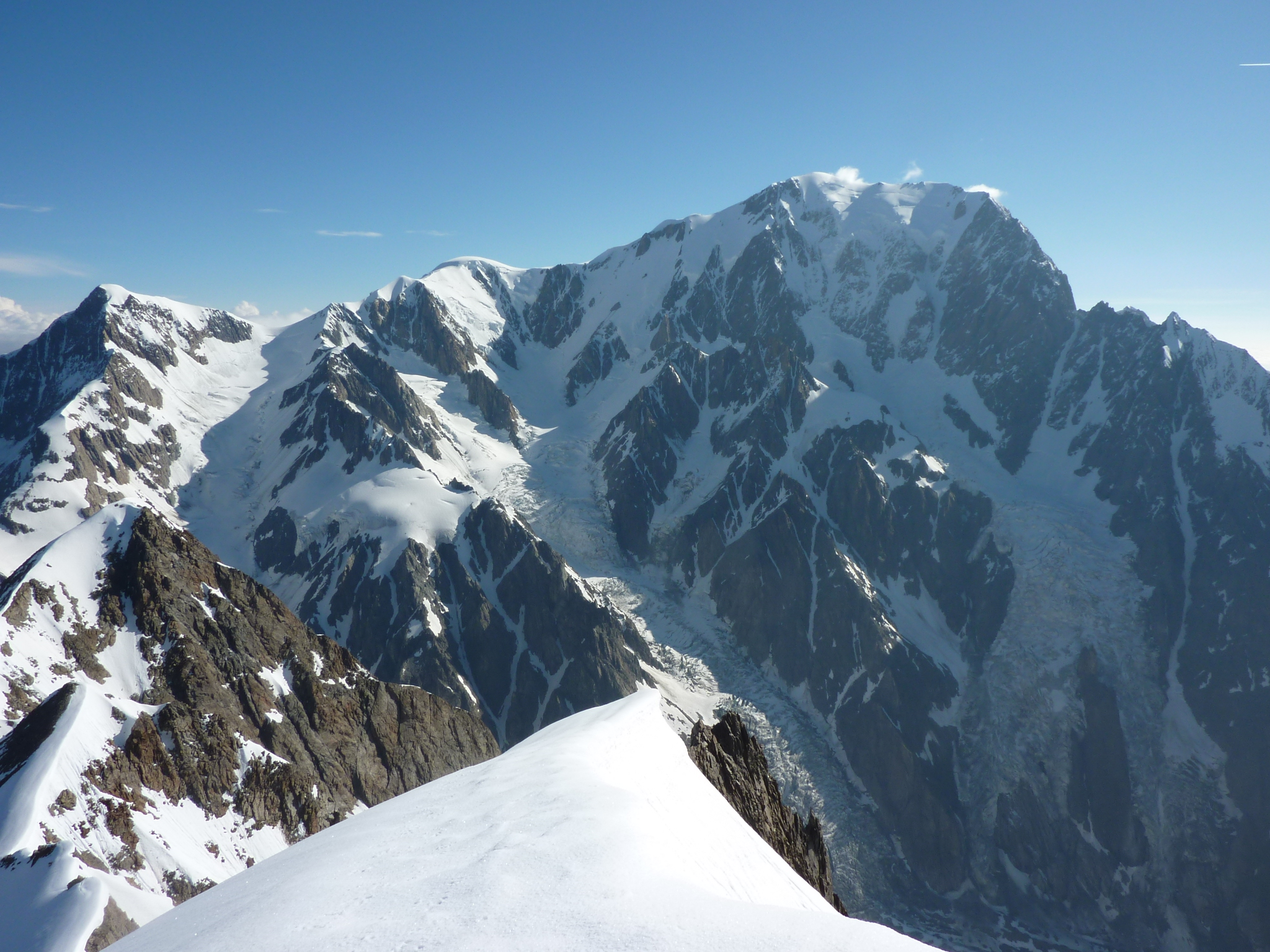
Mont Blanc, zachodnia ściana
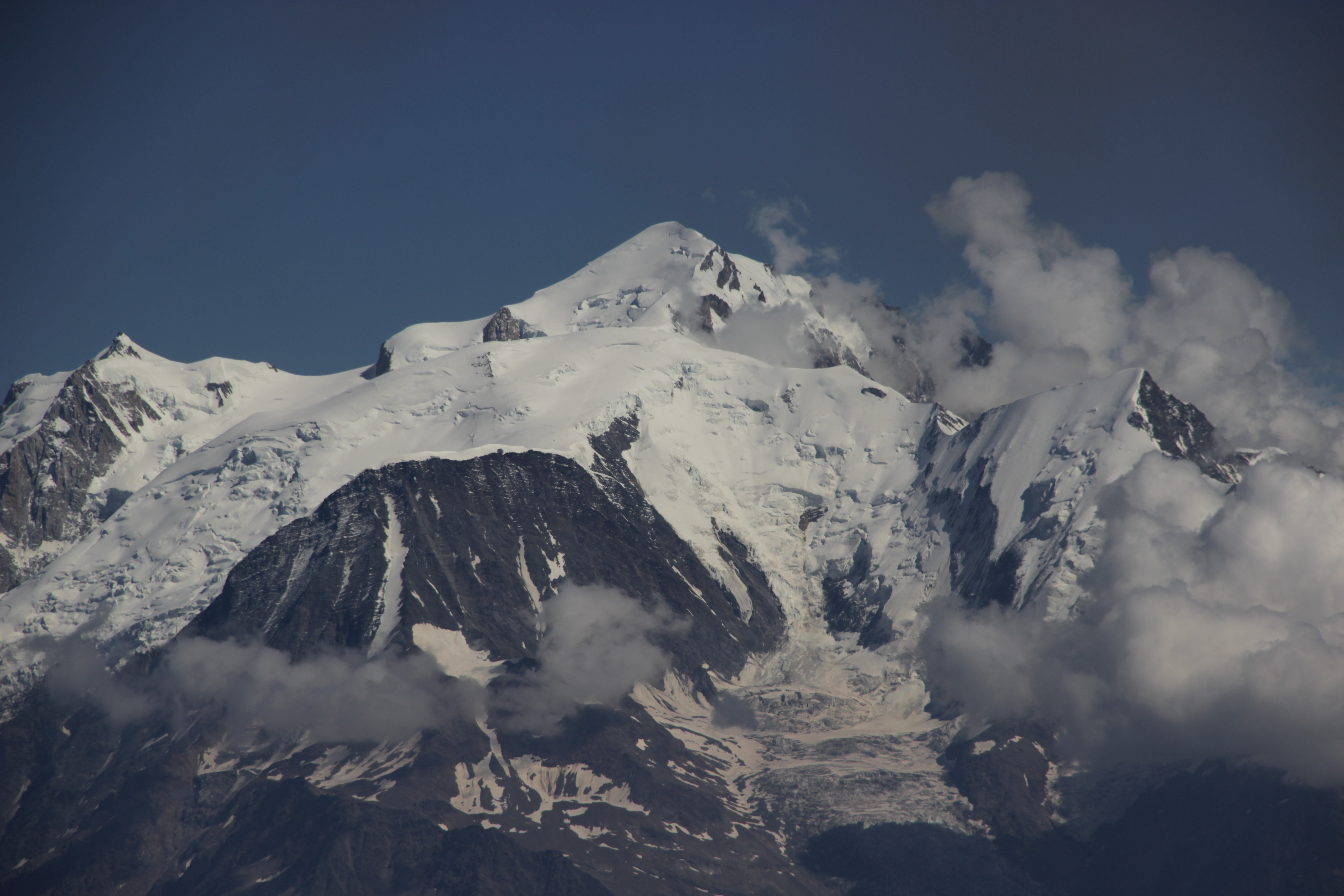
Mont Blanc
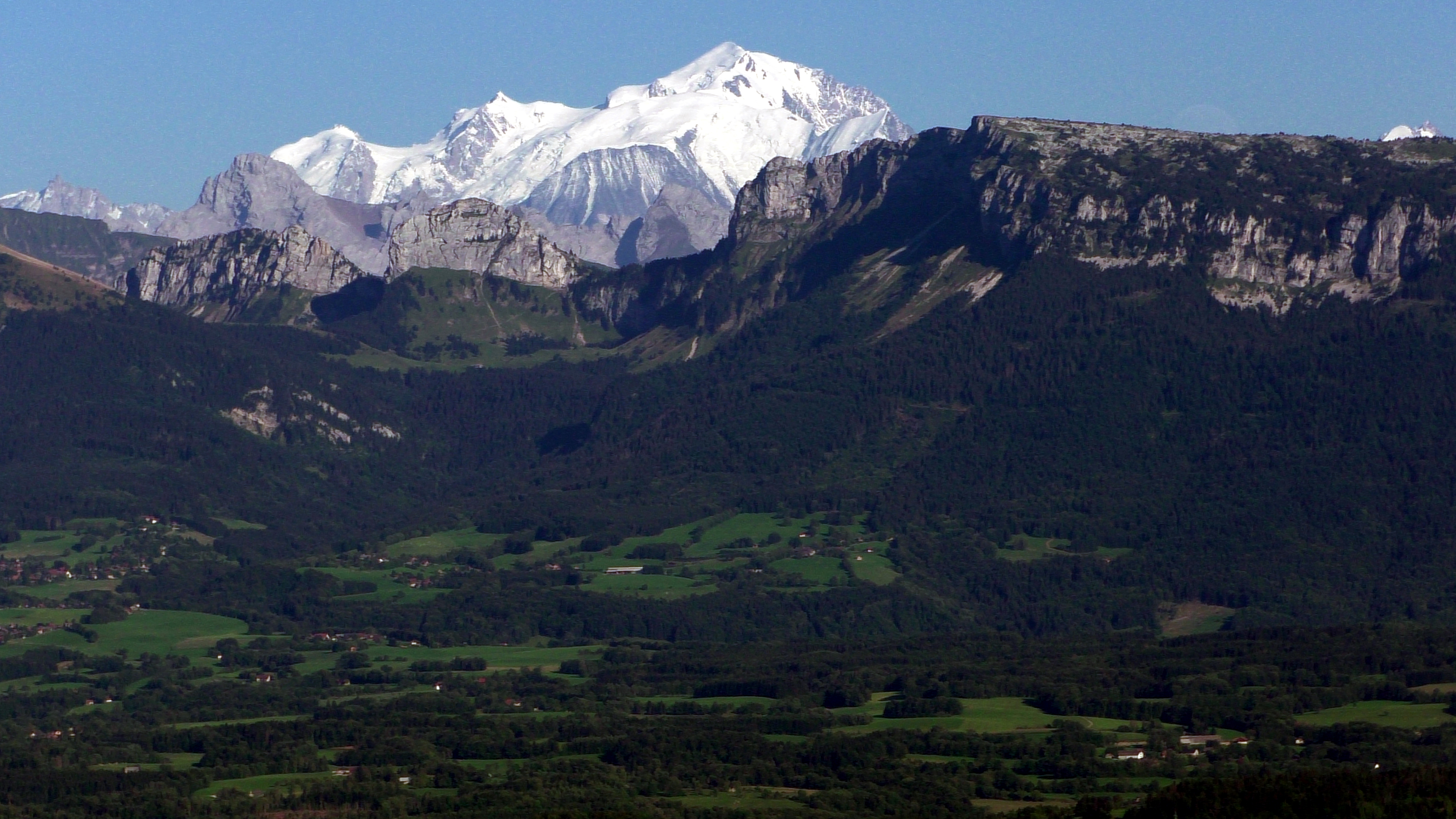
Mont Blanc
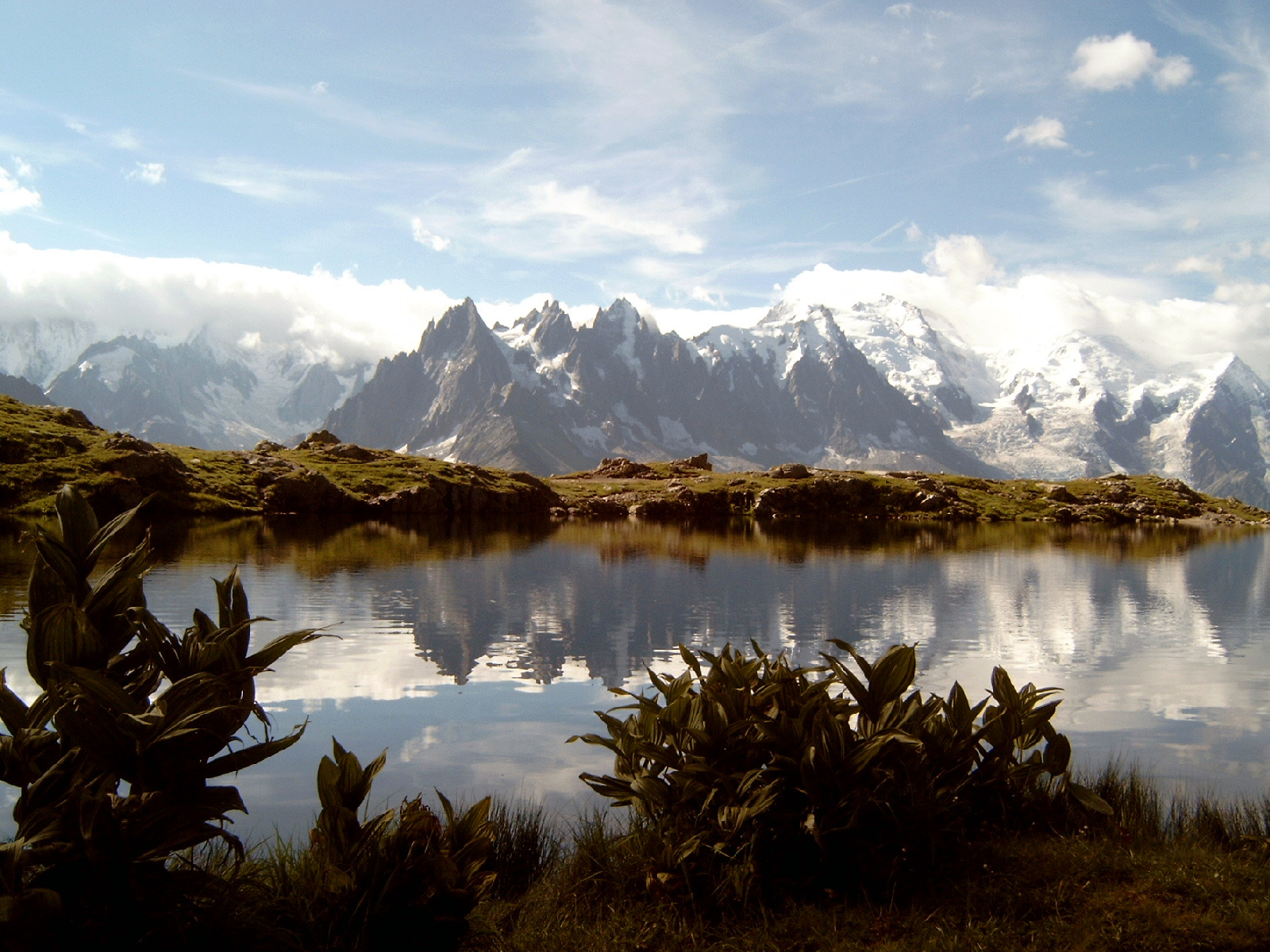
Mont Blanc otulony chmurami; widok od strony Lacs de Cheserys
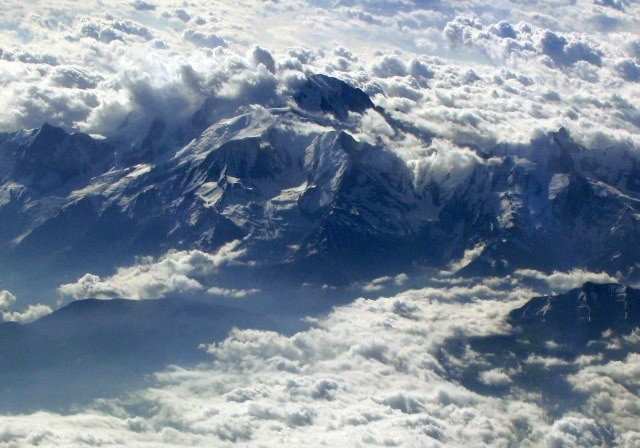
Mont Blanc z samolotu